# Koljenika
Koljenika (lat. Spergula), biljni rod listopadnih grmova iz porodice klinčićolike. Pripadaju mu 12 vrsta iz Europe, Azije, Afrike i Južne Amerike
Najrasprostranjenija vrsta je poljska koljenika, S. arvensis, jednogodišnja zeljasta biljka, koja se koristi za liječenje nespecificiranih medicinskih poremećaja, kao hrana za životinje i kao lijek te za ishranu., ima jestive sjemenke. U Hrvatskoj postoje dvije vrste, modrozelena i poljska koljenika.
Ime roda dolazi možda po latinskoj riječi “spargere” (raširiti), jer se biljka širi u svim smjerovima

## Vrste
1. Spergula arvensis L., poljska koljenika
2. Spergula calva Pedersen
3. Spergula cerviana (Cham. & Schltdl.) D.Dietr.
4. Spergula grandis Pers.
5. Spergula levis (Cambess.) D.Dietr.
6. Spergula morisonii Boreau
7. Spergula pentandra L.,  modrozelena koljenika
8. Spergula platensis (Cambess.) Shinners
9. Spergula rosea Blatt.
10. Spergula segetalis (L.) Vill.
11. Spergula tangerina (P.Monnier) G.López
12. Spergula viscosa Lag.